# Ex nunc
Ex nunc és una locució llatina que literalment significa «des d'ara». És utilitzada per a referir-se al fet que una acció o norma jurídica té efectes des que s'origina o dicta, però no abans i, per tant, no existeix retroactivitat. La locució llatina contrària és ex tunc, que significa «des de llavors».
Per exemple, una llei que té efectes des de la publicació en un butlletí oficial es diu que té efectes ex nunc.